# Michael Rösch
Michael Rösch, född 4 maj 1983 i Zinnwald i Sachsen, är en tysk före detta skidskytt. Han var med i det tyska lag som vann stafetten vid OS i Turin. Han är bosatt i Zinnwald som är beläget cirka 40 km söder om Dresden-
Rösch tog en seger i världscupen (februari 2007) i jaktstart och han tog totalt sex pallplatser. Han avslutade sin karriär i januari 2019.

## Meriter

### Olympiska vinterspel
- 2006:Stafett – guld

### Världsmästerskap
- 2007:Stafett – brons

### Världsmästerskap, juniorer
- 2001:Stafett - guld
- 2002:
  - Stafett - guld
  - Distans - silver
- 2003:
  - Sprint - guld
  - Stafett - silver
- 2004:
  - Stafett - guld
  - Sprint - silver
  - Jaktstart - silver

### Världscupen, totalcupen
- 2006 - 5:a

#### Distanscupen
- 2005 - 1:a